# 酸化ニッケル(III)
酸化ニッケル(III)（さんかニッケル さん、Nickel(III) oxide）はニッケルの酸化物のひとつであるが、文献に記されてはいるものの、はっきりとは確認されていない化合物である。ブラックニッケルオキシドはしばしば Ni2O3 と書かれる。しかし、供給元によると組成はニッケル含有量77%付近であるのに対し、Ni2O3のニッケル含有量は70.98%であるため、実際は不定比の酸化ニッケル(II)であると考えられる。
ニッケルの表面にNi2O3が微量に存在する、または、Ni2O3はニッケルの酸化の中間体であるという文献が存在する。

## オキシ水酸化ニッケル
関連化合物のオキシ水酸化ニッケル NiO(OH) は水中で塩化ニッケル(II)と次亜塩素酸ナトリウムを反応させることによって合成でき、酸化剤として使われる。ベンジルアルコールの安息香酸への酸化または3-ブテン酸からフマル酸への二重酸化において、理論量の漂白剤とともに触媒量で使われる。